# HD 36040
HD 36040，又名BD+41 1206，SAO 40387、HR 1824，是一颗恒星，视星等为6，位于銀經167.79，銀緯4.13，其B1900.0坐标为赤經5h 23m 44.6s，赤緯+41° 4.13′ 2″。